# Eva Decastelo

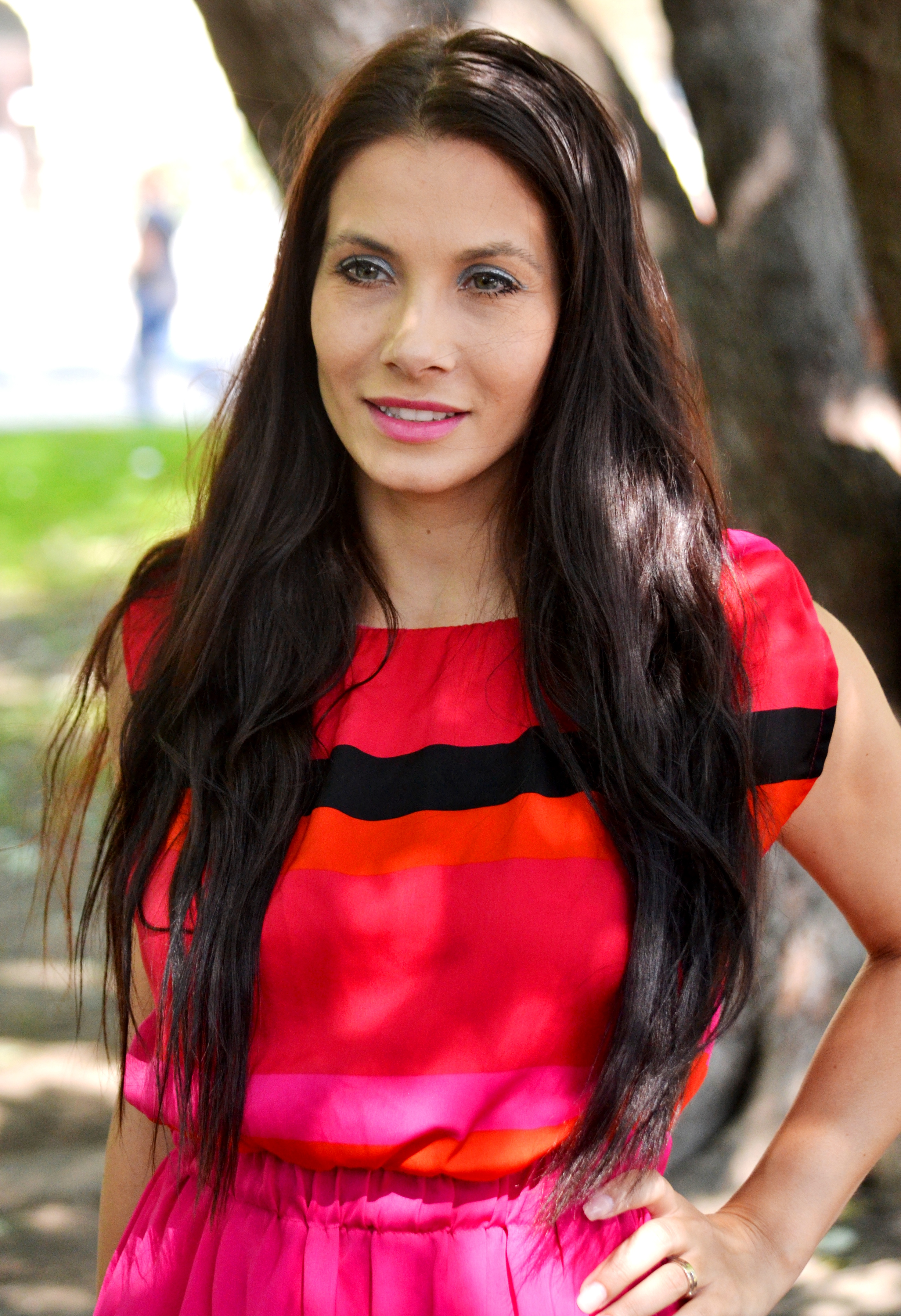
Eva Decastelo, 2014

Eva Decastelo (geborene Aichmajerová, * 12. September 1978 in Litoměřice) ist eine tschechische Schauspielerin, Model, Hörfunk- und Fernsehmoderatorin und ehemalige Pornodarstellerin.

## Leben
Decastelo besuchte das Gymnasium, wechselte aber später auf die Pädagogische Mittelschule in Litoměřice, wo sie ihren Abschluss machte. Ab ihrem 13. Lebensjahr begann sie zu modeln und Werbespots zu drehen und nahm an mehreren Misswahlen teil, konnte wegen ihrer Körpergröße von 1,58 Meter aber keine wahre Modelkarriere starten.

## Karriere

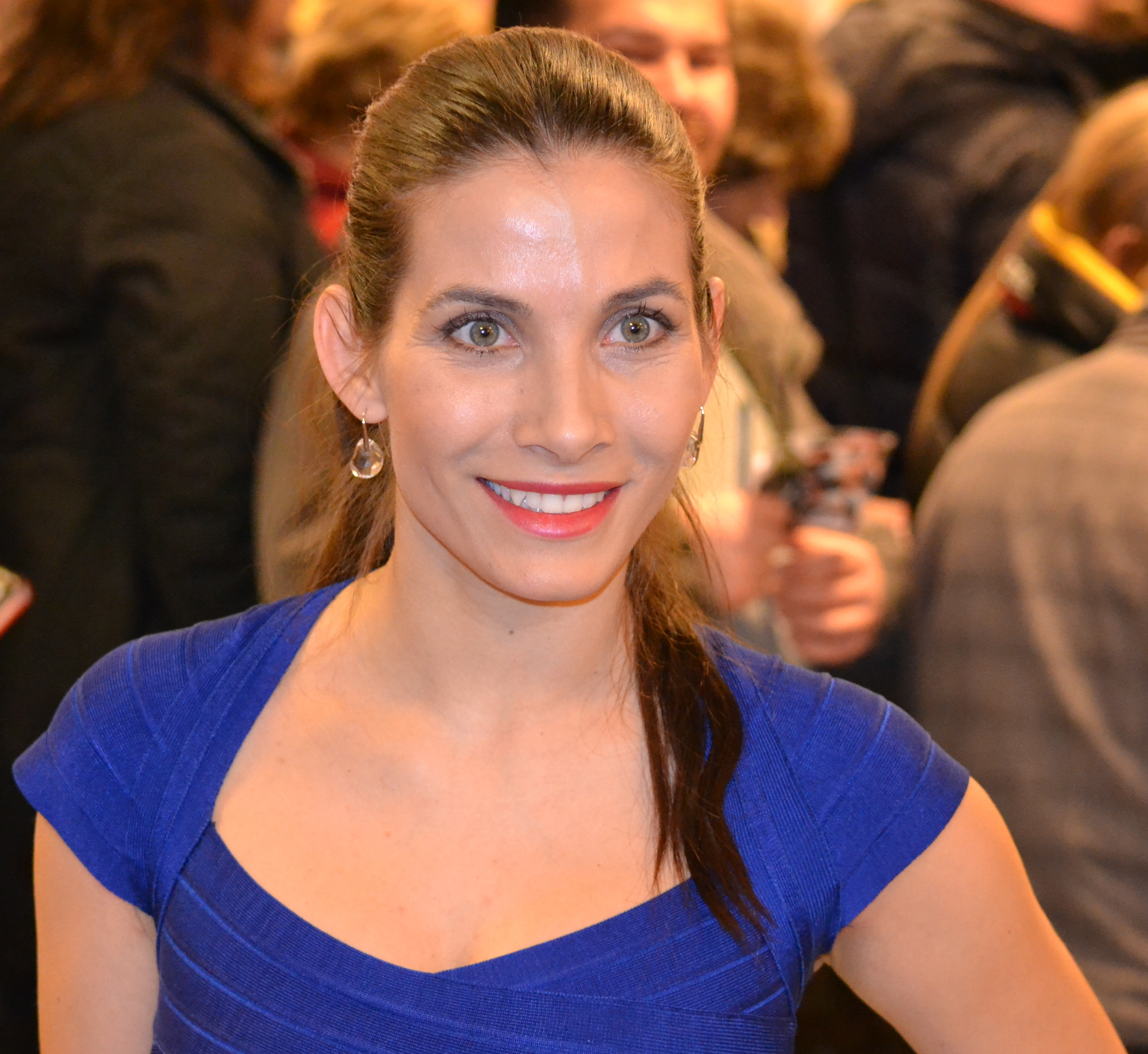
Eva Decastelo, 2013

1995 bewarb sich die damals 17-Jährige am Prager Divadlo-Na-zábradlí-Theater, wo sie eine Rolle in Jan Kraus Theaterkomödie Nahniličko erhielt. 1997 hatte sie einen kleinen Auftritt in dem Filmdrama Mandragora. Etwa zeitgleich lebte Aichmajerová in den USA, wo sie  unter dem Pseudonym Eva Major ein Jahr lang als Pornodarstellerin arbeitete, unter anderem zierte sie das Januar-1998-Cover des Männermagazins Penthouse. Dies erhöhte ihre Bekanntheit, woraufhin sie im gleichen Jahr von dem Filmproduzenten Lloyd A. Simandl für eine Rolle in dessen Sexploitationfilm Dark Confessions besetzt wurde. Dieser bildete den Auftakt für eine ganze Reihe von Sexploitation-Filmen, der Bound Heat-Reihe, die teils in Decastelos Heimatland gedreht wurden. Simandl engagierte Decastelo noch für drei weitere seiner Bound-Heat-Filme: Rage of the Innocents (2000), Slave to Love – Sklavinnen der Lust (2001), Anm. Dakota Bound (2001) The Final Victim (2002), sowie seine beiden Science-Fiction-Fantasy-Filme Starfire Mutiny (2002) und Ariana's Quest (2004). Zeitgleich begann Decastelo auch im tschechischen Filmgeschäft langsam Fuß zu fassen.
Seit dem Jahr 2000 ist Decastelo überdies als Moderatorin tätig. 2000 moderierte sie zusammen mit Vitek Havliš eine regelmäßige fünfstündige Samstagssendung auf Radiu North Music. Später traten sie erneut gemeinsam in der Sendung Frühstück mit Nova auf TV Nova auf (2005–2006).

## Privatleben
2009 heiratete sie den tschechischen Drehbuchautor René Decastelo und nahm dessen Nachnamen an. Das Paar hat einen Sohn und eine Tochter.

## Filmographie (Auswahl)
- 1997: Mandragora
- 1998: Dark Confessions
- 1998: Private Performance 59: Eva
- 2001: Rage of the Innocents
- 2001: Immortal – Der Unsterbliche (Fernsehserie)
- 2001: Slave to Love – Sklavinnen der Lust (nicht genannt)
- 2001: Dakota Bound
- 2001: Das Halsband der Königin (nicht genannt)
- 2002: Feuer, Eis & Dosenbier
- 2002: Starfire Mutiny
- 2002: Ariana's Quest
- 2003:Der Sklavenmarkt der jungen Mädchen (The Final Victim)
- 2003: Children of Dune
- 2004: Bolero
- 2005: Obeti: Hadí tanec
- 2005: To nevymyslís! (Fernsehserie)
- 2005–2009: Die Gasse (Fernsehserie)
- 2006: Panic je nanic
- 2006: Prachy delaj cloveka
- 2008: Trapasy (Fernsehserie)
- 2009: Svedomí Denisy Klánové
- 2011: L'infiltré
- 2011: Tajemstvi svateb slavnych
- 2012: Embassy: Zeme
- 2013: Jedlíci aneb Sto kilo lásky
- 2015: Lovci a obeti
- 2016: Musíme se sejít
- 2016–2018: Ohnivý kure (Fernsehserie)
- 2017: Single Man
- 2017: Vojtaano: Lavina
- 2018: V.I.P. vrazdy (Fernsehserie)
- 2019: Román pro pokrocilé
- 2020–2022: Slunecná (Fernsehserie)
- 2022: Promlceno
- 2022: Zeny a zivot